# Boaz (Virgínia Ocidental)
Boaz é uma Região censo-designada localizada no estado norte-americano de Virgínia Ocidental, no Condado de Wood.

## Demografia
Segundo o censo norte-americano de 2000, a sua população era de 1345 habitantes.

## Geografia
De acordo com o United States Census Bureau tem uma área de 
11,7 km², dos quais 9,6 km² cobertos por terra e 2,1 km² cobertos por água.

## Localidades na vizinhança
O diagrama seguinte representa as localidades num raio de 12 km ao redor de Boaz. 